# Rhynchotus
Rhynchotus (лат.) — род птиц из семейства тинаму. В его состав включает два вида. Ранее считался монотипическим и включающим только один вид птиц (Rhynchotus rufescens с тремя-четырьмя подвидами).

## Состав рода
Международный союз орнитологов включает в род два вида:
- Rhynchotus rufescens
- Rhynchotus maculicollis

Обитают в Южной Америке. Летают довольно плохо. Являются популярными объектами охоты у местных жителей.
МСОП присвоил обоим видам охранный статус LC.